# مجلة دراسات
مجلة دراسات مجلة فصلية محكمة تعنى بالمقاربات الاجتماعية والإنسانية تصدر كل ثلاثة أشهر عن اتحاد كتاب وأدباء الإمارات، صدر العدد الأول منها عام 1990وكان المشرف العام عليها الباحث ناصر العبودي.
صدر العدد 32 من المجلة شتاء 2012 والآن يرأس تحريرها ناصر العبودي عضو اتحاد كتاب وأدباء الإمارات ويدير تحريرها د.صالح هويدي.

## العدد الأول
جاء في الفقرة الأولى من مقدمة العدد الأول الصادر عام 1990 ما يلي:
أن تشعل شمعة خير من أن تلعن الظلام، ولادة مجلة ثقافية تعني مساحة أوسع ونافذة جديدة للكتاب والمفكرين، وكان هذا جزءاً من أهداف اتحاد كتاب وأدباء الإمارات، فالأرض ما تزال بكرا قابلة للحرث والزرع والعطاء، ولا زال المفكر العربي متوقدا حضاريا وإنسانيا تواصل مع حضارة الشعوب الأخرى عبر آلاف السنين مؤكدا أن امتنا أمة حية تمتلك فكرها وثقافتها وأدبها مثلما تمتلك ذلك الزخم التاريخي في الحضارة الإنسانية.

## رؤساء تحريرها
تعاقب عدد لا بأس به من رؤساء التحرير على المجلة نورد هنا أسمائهم والأعداد التي صدرت أثناء وجودهم في رئاسة المجلة

### ناصر العبودي
- الأعداد 1 - 6
- ومن ثم العددان 16 - 17
- وحاليا العدد 32 - 41[1]

### محمد عبد الله المطوع
- العددان 7 - 8
- ومن ثم الأعداد 11 - 15

### إبراهيم الهاشمي
- العددان 9 - 10

### أسماء الزرعوني
- العددان 18 - 19

### حمد بن صراي
- الأعداد 20 - 31[2]
- ومن ثم الأعداد 42[3] - 43[4]